# Cariu (plaats)
Cariu is een bestuurslaag in het regentschap Bogor van de provincie West-Java, Indonesië. Cariu telt 9793 inwoners (volkstelling 2010).